# 刹那の夏
『刹那の夏』（せつなのなつ）は、河合奈保子の25枚目のシングル。1986年7月24日に日本コロムビアよりリリースされた。EPの規格品番はAH-754。

## 概要
表題曲「刹那の夏」の歌詞のテーマは ″年下の男性との恋愛″であり、大人の女性を強く意識した楽曲となっている。1983年発売のシングル「エスカレーション」に始まり、同曲まで作詞・売野雅勇、作曲・筒美京平の二人が河合のシングルを担当するのは通算6曲目だが、両コンビの起用はこの曲が最後となった。
TBSテレビ『ザ・ベストテン』では、1985年12月発売の『THROUGH THE WINDOW』以来2作品ぶりにランクインした。

## 収録曲
- 両楽曲共に、作詞：売野雅勇／作曲：筒美京平／編曲：船山基紀

1. 刹那の夏
2. プールサイドが切れるまで

## 参考資料
- 『NAOKO PREMIUM』（解説:土屋信太郎）河合奈保子、日本コロムビア、2007年12月19日。COCP-34705。